# Käringsjön (Täby socken, Uppland)
Käringsjön är en sjö i Täby kommun i Uppland och ingår i Norrströms huvudavrinningsområde. Käringsjön ligger i Kärringsjön-Mörtsjön Natura 2000-område. Sjön är 4,4 meter djup, har en yta på 0,0086 kvadratkilometer och är belägen 6 meter över havet.